# Вилия Матачунайте
Вилия Матачунайте (на литовски: Vilija Matačiūnaitė) е литовска певица и актриса, известна с участията си в риалити шоуто „Пътят към звездите“ и националната селекция за „Евровизия“ на Литва. Певицата печели правото да представи страната си на европейския конкурс единадесет години след първия си опит, състоял се през 2003 година.

## Биография и кариера
Родена е на 24 юни 1986 година във Вилнюс. Била е активно дете, обичащо спорта, караокето и съчиняването на стихотворения, като участва и в училищния хор. Усъвършенства в гласа си в джаз училището „Артурас Новикас“ и студио „Микрофонас“. Сформира група и записва няколко песни, когато е на 16. Пее в групите „Кордидж“ и „Кампас“.
През 2002 година взема участие в музикалния конкурс „Физ Суперстар“. Година по-късно влиза за пръв път в националната селекция за „Евровизия“. Завършва пета с групата „Шугарфри“ и песента „Stay Away“. През 2004 година участва заедно с танцов състав на конкурса „Кехлибарена звезда“ в Юрмала, където става подгласник.
През 2005 година отново става част от националната селекция, като взема със себе си същия танцов състав. Завършва седма с „Oh My God“. Същата година завършва гимназия. Участва и в молдовския конкурс „Фейсис ъф Френдс“, след което се пробва на телевизионния проект „Пътят към звездите“, където завършва на второ място. След шоуто подписва договор с Ел Ен Ка.
През 2006 година обикаля на турне в Литва с други участници от горепосоченото шоу. Получава номинация за най-добър изпълнител на годината и става победител в друго телевизионно предаване – „Националната музикална лига“. Издава дебютния си солов албум „Mylėk“, добил по-късно платинен статус. Влиза във Вилнюския университет, където учи бизнес мениджмънт и работи в местна радиостанция. Продължава участието си в „Националната музикална лига“ и се присъединява към проекта „Здравей, Юрмала“. Първоначално е предвидено да участва на литовския финал за „Евровизия 2007“, но се оттегля. През 2008 година последва друго участие – в „Звездни дуети 2“, където остава четвърта. През пролетта на следващата година изиграва ролята на Мария Магдалена в рок операта „Присикелес“.
Не спират участията ѝ в различни шоута и конкурси: през 2009 година участва в шоуто „Автопилоти“ на TV3, печели трета награда на украинския музикален конкурс „Морски песни“ (2010), заема второ място в танцовото шоу „Каня ви на танц“ (2010), участва в музикалния проект на Ел Ен Ка „Литовска песен“, конкурса „Златни гласове“ в Молдова (2011, второ място), фестивала „Златен талант 2011“ (Грузия, в дует с Она Колобовайте). През 2010 година участва в телевизионния сериал „Моят възлюбен враг“, за който написва заглавната песен. Завършва джаз пеене и решава да се запише в конкурса „Джаз гласове“.
През 2011 година сформира задържалата се кратко група „Раунд-А-Саунд“ заедно с някои бивши членове на групата „Инкулто“. За пореден път ѝ предстои участие в селекцията за „Евровизия“, но за пореден път се и оттегля.
Става победител в проекта „Меланж Фактор“ през 2012 година. През 2013 година участва в други два проекта, „Златен глас“ (2013, втора) и телевизионния „Ромео и Жулиета“.
През 2014 година е избрана да представи страната си на едноименния европейски песенен фестивал с песента „Attention“.